# Curetis eberalda
Curetis eberalda är en fjärilsart som beskrevs av Hans Fruhstorfer 1908. Curetis eberalda ingår i släktet Curetis och familjen juvelvingar. Inga underarter finns listade i Catalogue of Life.